# Davina Windsor
Lady Davina Windsor, née le 19 novembre 1977, est un membre de la famille royale britannique, fille aînée du prince Richard, duc de Gloucester, et de son épouse Birgitte, duchesse de Gloucester.
Depuis 2025, elle est 36e dans l'ordre de succession au trône britannique.

## Biographie
Lady Davina Elizabeth Alice Benedikte Windsor est née le 19 novembre 1977 au St Mary's Hospital à Londres. Elle est baptisée le 19 février 1978 à l'église paroissiale de Barnwell, et ses parrains et marraines sont :
- le capitaine Mark Phillips ;
- le duc de Buccleuch ;
- Elisabeth Camoys ;
- Susan Wigley ;
- Roger Wellesley Smith ;
- la baronne Caroline Rosenørn-Lehn[2].

Lady Davina a grandi au palais de Kensington. Elle fît ses études à la Kensington Preparatory School de Notting Hill, puis à la St George's School d'Ascot. Elle est diplômée de l'Université de l'Ouest de l'Angleterre, avec un diplôme en études des médias.

## Mariage et enfants
Le 26 mars 2004, Lady Davina Windsor annonce ses fiançailles avec Gary Christie Lewis (né en 1970), un Néo-Zélandais qui dirige une entreprise de rénovation immobilière.
Le 20 juillet 2004, la reine a officiellement déclaré son consentement au mariage du couple.
Leur mariage est célébré le 31 juillet 2004 dans la chapelle privée du Palais de Kensington, maison d'enfance de Lady Davina. Hormis le duc et la duchesse de Gloucester et les frères et sœurs de la mariée, aucun autre membre de la famille royale n'était présent au mariage ; seuls les amis proches et la famille étaient invités. Le couple a divorcé en 2018.
Lady Davina et Gary Lewis ont deux enfants :
- Senna Kowhai Lewis, née le 22 juin 2010 ;
- Tāne Mahuta Lewis, né le 25 mai 2012. (Il a été nommé d'après le Tāne Mahuta, un arbre kauri géant de la forêt Waipoua de la région de Northland, en Nouvelle-Zélande).

Leurs enfants sont tous les deux dans l'ordre de succession au trône britannique.